# Avril 1754
Cette page présente les faits marquants du mois d'avril 1754.

## Événements
- 29 avril : premier affrontement dans la guerre des Guaranis au Paraguay entre les troupes portugaises et les Indiens Guaranis (fin en 1756). Le 7 septembre, les Guaranis empêchent les troupes du général portugais Gomez Freire de passer le rio Jacuí et les Portugais se retirent le 21 novembre. Andonaegui, chef de la partie espagnole, quitte Buenos Aires le 2 mai et marche vers le Nord jusqu'au ruisseau de Guarupa, puis décide de se retirer en août devant les difficultés du terrain. En octobre, il subit une attaque des Guaranis. Il est de retour à Buenos Aires le 7 mars 1755[1].